# 大卫·斯塔尔·乔丹
大卫·斯塔尔·乔丹（英語：David Starr Jordan，1851年1月19日—1931年9月19日）是一名美國魚類學家，1891年至1913年擔任史丹佛大學的校長，他也是該校的創校校長。在擔任史丹佛大學校長之前，他曾於1884年至1891年擔任印第安納大學校長。
斯塔爾也是優生學的堅定支持者，他發表的觀點表達對「種族退化」的恐懼，並斷言牛和人「受相同的選擇法則支配」。他是反軍國主義者，因為他認為戰爭會殺死基因庫中最優秀的成員，他最初反對美國參與第一次世界大戰。1862年，他的兄長魯弗斯·培根·喬丹（Rufus Bacon Jordan）在應徵入伍參加南北戰爭後，立即死於「營地熱病」，可能是傷寒，這在一定程度上影響了他的上述兩種信念。